# Parlamentswahl in Haiti 1967
Die Parlamentswahl in Haiti 1967 wurde am 22. Januar 1967 durchgeführt. Einzige legal existierende Partei in Haiti war die Parti de l’Unité nationale von François Duvalier.

## Hintergrund, Ergebnis und Folgen
Der Autokrat Duvalier sicherte die Macht, die er im Jahr 1957 erlangt hatte und sich durch das Referendum von 1964 auf Lebenszeit bewahrte, nach innen durch seine Tonton-Macoute-Miliz mit brachialer Gewalt ab. Im Jahr 1966 hatte er sich bemüht, auf internationaler Bühne Ansehen zu gewinnen. Kaiser Haile Selassie I kam als einziger Staatsgast während Duvaliers Amtszeit nach Haiti. Ebenfalls im Jahr 1966 bewegte Duvalier die Römische Kurie dazu, ihm die Erlaubnis zu erteilen, die katholische Hierarchie für Haiti zu ernennen. Duvalier übte nun mehr Macht in Haiti aus als je zuvor.
Nach Abschaffung des Senats im Jahr 1964 bestand das Parlament Haitis nur noch aus der Abgeordnetenkammer. Duvalier ließ Anfang 1967 zur Legitimierung seines Regimes Wahlen abhalten. Duvaliers Partei der Nationalen Einheit gewann alle Sitze. Da die Ergebnisse eigenverantwortlich in den Wahlkreisen ermittelt wurden, sind keine detaillierten Angaben verfügbar.
Duvalier behauptete, im Militär seien Kritiker seines Handelns vorhanden. Im Frühsommer des Jahres 1967 kam es zur Explosion einiger Bomben unweit des Palais Présidentiel in Port-au-Prince. Duvalier ließ daraufhin am 8. Juni 1967 neunzehn hohe Offiziere der Miliz erschießen, wobei er der Exekution persönlich beiwohnte und befohlen hatte, dass das Erschießungskommando aus Verwandten und Freunden der vermeintlichen Delinquenten bestand.